# 천하도

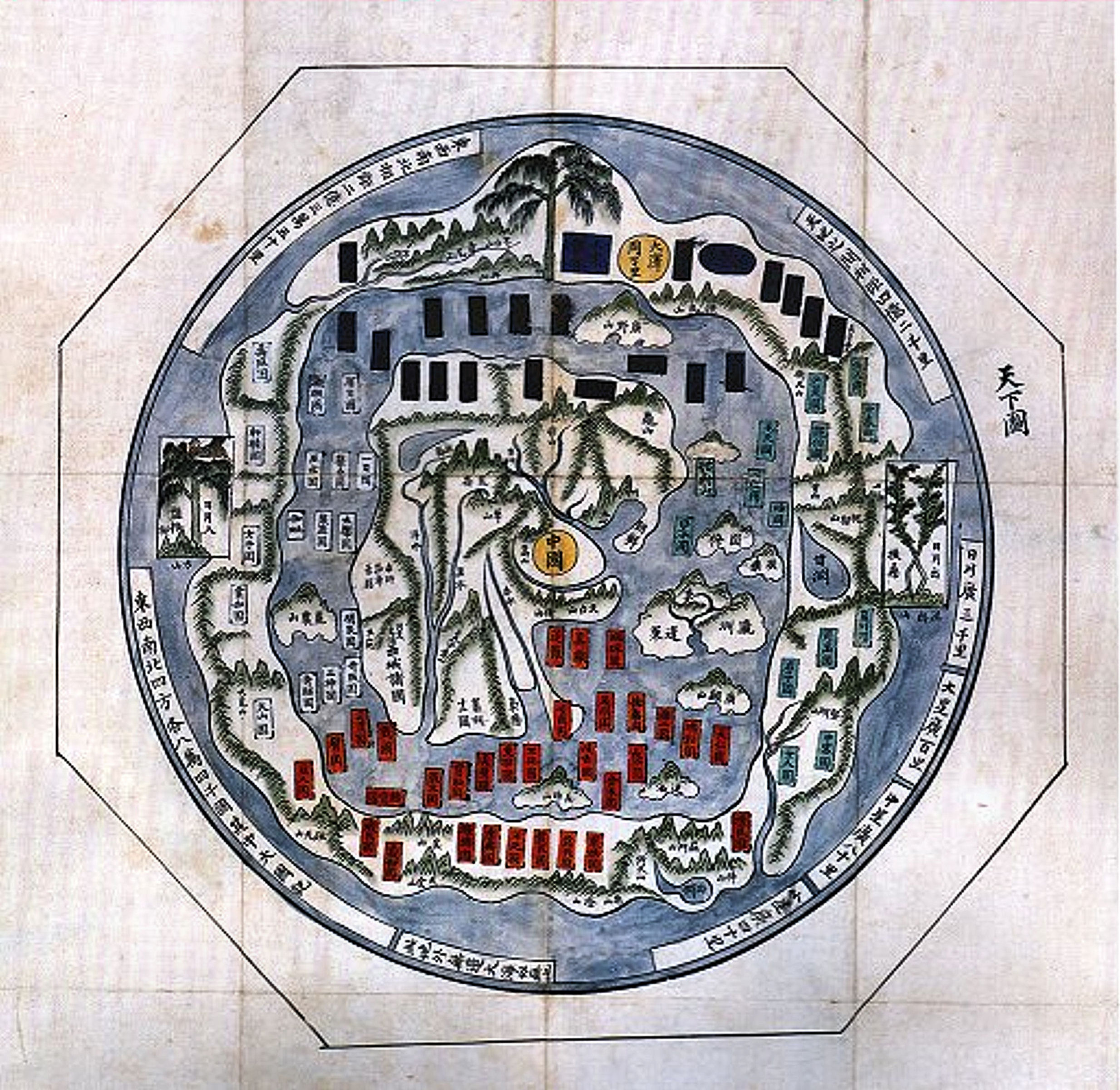
천하도

천하도 (天下圖)는 조선 중기 이후 유행하게 된 지도로서 중화사상과 상상적 세계관을 바탕으로 만들어진 원형의 세계지도이다.

## 천하도의 내용과 구성

### 세계지도
천하도는 하나의 국가가 아닌 세계를 그린 세계지도이다. 전체적인 구조는 중앙에 위치한 대륙이 외내해(外內海)에 둘러싸고 있고 이 내해는 다시 환대륙에 의해 둘러싸이고 이 환대륙은 다시 바다(外海)로 둘러싸여 있다. 가운데 중심대륙인 중국을 중심으로 조선·일본 등의 나라가 내대륙에 그려져 있고, 이를 둘러싸고 있는 환대륙에 군자국, 삼수국 등 가상의 나라들이 표시되어 있다.

### 원형의 세계지도
천하도는 원형으로 그려진 세계지도이다. 마테오 리치의 곤여만국전도를 필두로 조선 시대에 본격적으로 유입되기 시작한 서양식 세계지도는 크게 단원형 세계지도와 양반구형 세계지도이다. 서양식 세계지도는 한역 서학서와 더불어 조선 후기 지성계에 지대한 관심을 불러일으켜 지식인들과 실학자들에게 많이 읽혀졌다. 그 와중 천하도는 서양식 세계지도의 형식 중 단원형 세계지도의 형식을 빌려 제작된 조선의 세계지도이다. 지리지식에 배타적인 한국의 전통문화를 지키려는 학자들이 서양의 원형 세계 지도(마태오리치의 서양계 단원 지도)에 대응하여 만든 한국적인 원형 세계 지도가 천하도라는 것이다. 당시 천하도를 만든 사람들은 지도의 내용을 구성하는 데 있어 발음도 안되고 뜻도 통하지 않는 나라 이름들 대신에 중국 고전에 나오는 잘 알고 있고 또 익숙한 땅 이름들을 지도에 배치하였다. 즉, 지도의 형태는 서양의 것을 따르고 지도의 내용은 동양의 고전과 조선의 사상에 기반하였다.

## 특징

### 중화적 세계관의 반영
원형 천하도를 보면 내대륙이 중앙에 위치해 있고, 그 중심에는 중국이 자리잡고 있다. 자신의 거주하는 곳을 세계의 중심으로 생각하고 크게 강조하여 그리는 것은 여러 문화권에서 볼 수 있는 자연스러운 현상인데 원형 천하도가 조선에서 제작되었음에도 불구하고 조선은 중국만큼 부각되어 있지 않다. 뿐만 아니라 원형 천하도의 목판본을 검토해 보면 중국은 원으로 크게 강조하여 표현하였고 조선은 아무런 표시없이 글자로만 표기하였으며 나머지 주변에 배치된 나라들은 직사각형 안에 표기한 것을 볼 수 있다. 이러한 원, 무도형, 직사각형 등의 차이는 중국, 조선, 기타 국가가 위계를 지니고 있음을 보여주는 것이다. 그것은 다름 아닌 중국이 중화(中華), 조선은 소중화(小中華), 기타 나라는 이국(夷國)이라는 전형적인 화이관(華夷觀)이 반영되어 있는 것이다. 조선은 성리학의 수용과 더불어 세계에 대한 인식도 중국의 중화적 세계관에 기반하고 있었기 때문에 조선을 세계의 중심으로 생각하는 지리적 사고는 존재할 수가 없었고 단지 중국에 버금가는 문화국으로서의 소중화(小中華)를 내세울 뿐이었다. 하지만 중국이 비록 지도 가운데에 있지만 혼일강리역대국도지도에서만큼 그렇게 크게 표현되지 않았다는 점은 순수한 중화가 아니라 소중화로서 조선의 관점에서 재해석된 당시 중화의 모습을 보여준다.

### 상상적이고도교적인 지명
천하도의 지명들은 산해경이라는 고대 중국의 지리서에서 취한 것이 상당히 많다. 작자 미상의 산해경은 산경(山徑)과 해경(海徑)이 합쳐진 것으로 산경은 중국의 주변지역에 있는 산을 다섯 방위(동 서, 남, 북, 중)로 나누어 산의 형세와 광물, 동물, 식물, 특이한 괴물 등을 기술하고 있으며 해경은 중국 주변의 바다와 먼 지역을 네 방위(동,서,남,북)로 나누어 각 지역의 풍속과 사물, 괴물 등을 기술하였다. 이 고대 중국의 지리서 산해경은 원시적이고, 그 내용도 대부분이 상상적이고 허구적이다. 따라서 산해경에 있는 것을 이용해 지명을 붙인 내해 및 환대륙의 지리적 지식은 상상적이고 허구적이다. 산해경 외에 도교적 지명이 눈에 띄는데 이런 신선 사상과 관련한 지명을 수록한 것은 기존의 직방세계만을 다루지 않고 그것을 뛰어넘는 넓은 세계를 표현하기 위한 하나의 대안으로 여겨진다.

## 같이 보기
- TO지도 / 혼일강리역대국도지도
- 곤여만국전도

## 참고 자료
- 배우성, 《서구식 세계지도의 조선적 해석(천하도)》, 한국과학사학회지 22권 제1호, 2000, pp. 55~57
- 오상학, 《조선후기 원형 천하도의 특성과 세계관》, 국토지리학회 지리학연구  35권 제3호. 2001, pp. 242~244